# Harry Cooper (veterinario)
Harry Leonard Cooper (Newcastle, Australia, 20 de febrero de 1943) es un veterinario australiano y personalidad televisiva conocido por sus apariciones en medios de comunicación.

## Carrera
Cooper se graduó con honores de 2ª clase por la Facultad de Ciencia Veterinaria de la Universidad de Sídney en diciembre de 1965 a los 21 años. Practicó varios años en Sídney y en el Reino Unido antes de pasar a los medios de comunicación deviniendo en un compromiso de dedicación exclusiva .  Cooper empezó su carrera de medios de comunicación en un segmento veterinario en una mañana espectáculo de charla televisiva en Sídney.  Más tarde como cirujano veterinario residente en la serie Burke Backyard.  En 1993 ingresa a su primera serie, Charla a los Animales, y entonces en 1997, la práctica de la serie veterinaria Harry, el cual se canceló en 2003 a pesar de índices de audiencia coherentemente altos. Cooper actualmente presenta un segmento veterinario en el programa de estilo de vida Jardines y Casas Mejores.  Es también un ferviente defensor del bienestar animal.

## Vida personal
A Cooper se le diagnosticó cáncer de próstata en 2007; después de más de seis meses de tratamiento,  remitió y continua su función de trabajo en televisión. 
Cooper cree que Australia tendría que devenir en una república.
En marzo de 2012,  reveló que se separó de su mujer de 26 años de pareja. Cooper tiene tres niños y cinco nietos.